# Coelioxys recusata
Coelioxys recusata är en biart som beskrevs av Schulz 1904. Coelioxys recusata ingår i släktet kägelbin, och familjen buksamlarbin. Inga underarter finns listade i Catalogue of Life.